# Ostroszowice (przystanek kolejowy)
Ostroszowice – zlikwidowany przystanek osobowy, a dawniej stacja kolejowa w Ostroszowicach na linii kolejowej nr 327, w województwie dolnośląskim, w Polsce.